# Deadstream
Deadstream és una pel·lícula de terror sobrenatural de comèdia estatunidenca del 2022 dirigida, escrida, produïda i editada pel matrimoni format per Vanessa i Joseph Winter en el seu debut com a directors, i Joseph també actua com a actor principal i compositor de banda sonora.
La trama segueix a un creador de contingut deshonrat que intenta ressuscitar la seva carrera en transmetre en directe ell mateix passant la nit en una coneguda casa embruixada; la pel·lícula utilitza un format de metratge apropiat, mostrant la pròpia transmissió en directe. Deadstream es va estrenar a South by Southwest l'11 de març de 2022 i va ser llançat als Estats Units el 6 d'octubre de 2022 per Shudder amb crítiques positives.

## Argument
La pel·lícula se centra en Shawn, una personalitat d'Internet deshonrada coneguda pels vídeos que el mostren fent acrobàcies per "superar les seves pors". Abans de l'inici de la pel·lícula, un dels vídeos de Shawn va donar lloc a una seriosa controvèrsia que li va fer perdre els seus patrocinadors i bona part de la seva base de fans. Desesperat per recuperar la seva popularitat i retenir el seu nou patrocinador únic, Shawn planeja transmetre en directe passant la nit a Death Manor, una casa suposadament encantada on han mort diverses persones.
Com a part de l'acord amb el patrocinador, si Shawn marxa o no explora completament la casa, renuncia al patrocini. Al llarg del flux, Shawn obre periòdicament la pantalla del xat per reaccionar als comentaris dels seus espectadors. Quan comença la retransmissió en directe, Shawn llança les bugies del seu cotxe al bosc, després tanca la porta darrere d'ell i llança la clau per una reixa. Mentre prepara les seves càmeres, narra la història de Death Manor: està perseguida pel fantasma de Mildred Pratt, una rica hereva mormona i poetessa fracassada, que es va suïcidar després de la mort sobtada del seu editor i amant. Els posteriors ocupants de la casa van morir misteriosament i el lloc va ser finalment abandonat. Shawn especula que les diverses morts al llarg dels anys van ser Mildred intentant construir una família que no va poder tenir en vida. Shawn recorre la casa i presenta cada habitació, inclosa una sense antecedents d'activitat paranormal. La declara la sala segura i hi instal·la el seu equip. Descobreix un estrany símbol penjat en un armari, el treu i després el destrueix en pànic.
Després, Shawn intenta provocar els esperits mitjançant una sessió. Després d'experimentar alguns sorolls estranys, amb por es tanca a la seva habitació. Resulta que és Chrissy, una súper fan que ha viatjat a Death Manor per conèixer-lo. Shawn, reticent a compartir els seus focus, permet que la seva estada per complaure els seus espectadors a contracor. Investiguen més de la casa, trobant el llibre de poesia de Mildred, que Shawn descarta com a mediocre ja que "ni tan sols rima". Mentre els dos intenten parlar amb l'esperit de Mildred a través d'un tauler d'esperits, la Chrissy convenç en Shawn de recitar una frase llatina per posar els fantasmes a descansar.
Mentre Chrissy intenta espantar en Shawn repetidament, de sobte recorda que va tancar la porta de la mansió, el que significa que Chrissy havia d'haver esperat a Shawn allà. L'acusa de ser una assetjadora i li diu que se'n vagi. Ella l'ataca mossegant-li el coll. En defensa pròpia l'apunyala al coll. Creient que l'ha matat, Shawn té la intenció de marxar i entregar-se, però troba que el seu cos ha desaparegut. Shawn busca la reixa per on havia llençat la seva clau, però només troba la clau d'una caixa que conté un dit tallat i una imatge que revela que en Chrissy és en realitat Mildred Pratt. Els espectadors experts descobreixen que el símbol que va destruir abans era un hamsa destinat a protegir contra el mal. A més, la frase llatina que va recitar era una ofrena d'ànima que Mildred havia utilitzat per lligar les ànimes dels ocupants anteriors a ella mateixa. Després de ser aterroritzat pels grotescs ghouls dels ocupants anteriors, Shawn fa diversos intents de fugir de la casa i finalment salta per la finestra del segon pis.
Shawn troba les bugies, però es troba amb més ghouls. Després de lluitar contra un amb un canó de patates, el seu iPad està danyat. Separat dels seus espectadors i resignat al seu destí, Shawn es refugia al seu cotxe i llegeix el llibre de poesia de Mildred. Descobreix l'encanteri que Mildred va utilitzar per obtenir els seus poders satànics, i la frase repetida per les veus fantasmals es troba en realitat en un dels poemes. Ajuntant les peces, s'adona que Mildred mai no va voler una família, sinó un públic per a la seva poesia. S'inspira per completar el ritual per eludir el seu poder a través del seu propi públic i enviar-la de tornada a l'infern.
Shawn s'arma, torna a la casa per desafiar a Mildred. Lluitant per tornar a la sala segura, recupera un iPad de recanvi i llegeix els comentaris que tradueixen l'encanteri. Mentre prepara el ritual, Shawn demana disculpes incòmode per les seves acrobàcies insensibles, el racisme i les males disculpes, prometent ser millor.
Després d'una esgotadora baralla amb Mildred, Shawn llegeix l'encanteri, que no funcionar Al veure el seu dit tallat, recorda que el ritual requereix un "sacrifici de carn". Es talla un dels dits, la qual cosa completa el ritual, i Mildred és arrossegada a un soterrani ple de sang per una força invisible. Shawn ho celebra, agraint al seu gran nombre d'espectadors per ajudar-lo a sobreviure a la nit. Tanmateix, quan surt, està envoltat pel públic ghoul supervivent de Mildred i la seva transmissió en directe s'interromp.

## Repartiment
- Joseph Winter com a Shawn Ruddy
- Melanie Stone com a Chrissy / Mildred
- Marty Collins com a Max Loland

## Producció
Segons els cineastes Joseph i Vanessa Winter, la casa abandonada utilitzada per a la producció estava embruixada. "La tradició local és salvatge sobre aquesta casa", van compartir en una entrevista a Nightmare on Film Street. "Al voltant de la meitat de la tripulació estava convençuda que estava embruixada", van explicar, "i hi havia dues sales específicament en què la gent no gaudia d'estar sola".

## Estrena
Deadstream es va estrenar al festival de cinema South by Southwest l'11 de març de 2022 i es va estrenar al servei de streaming Shudder com una de les seves pel·lícules originals el 6 d'octubre de 2022.

## Recepció
Al lloc web de l'agregador de ressenyes Rotten Tomatoes, la pel·lícula té una puntuació d'aprovació del 91% basada en 53 ressenyes, amb una valoració mitjana de 7,4/10. El consens dels crítics del lloc web diu: "Prova que encara hi ha vida al truc del metratge apropiat, Deadstream és una mica de diversió de pel·lícula B espantosa." A Metacritic, la pel·lícula té una puntuació mitjana ponderada de 67 sobre 100, basada en 10 crítiques, que indica "crítiques generalment favorables".
Va participar al LV Festival Internacional de Cinema Fantàstic de Catalunya, on va guanyar el premi a la Millor Pel·lícula Panorama Fantàstic.